# Archidiecezja Indianapolis

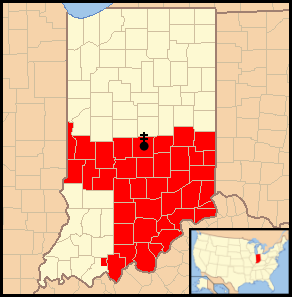
Archidiecezja Indianapolis na mapie stanu Indiana

Archidiecezja Indianapolis (łac. Archidioecesis Indianapolitana, ang. Archdiocese of Indianapolis) – rzymskokatolicka archidiecezja ze stolicą w Indianapolis, w stanie Indiana, w Stanach Zjednoczonych. Arcybiskup Indianapolis jest również metropolitą Indianapolis. W skład metropolii prócz archidiecezji wchodzą diecezje: Evansville, Fort Wayne-South Bend, Gary i Lafayette w Indianie. Metropolia obejmuje cały obszar stanu Indiana.

## Historia
Diecezja Vincennes powstała 6 maja 1834 z terenów diecezji Bardstown (obecna nazwa to archidiecezja Louisville). Pierwotnie biskupi Vincennes byli zwierzchnikami Kościoła katolickiego na terenie całej Indiany i wschodniego Illinois. Pierwsi czterej biskupi Vincennes (do 1877), byli Francuzami. Dzisiaj Vincennes, pierwotna stolica biskupia, znajduje się w diecezji Evansville.
28 listopada 1843 na terytorium diecezji w stanie Illinois powstała diecezja Chicago (obecnie archidiecezja). 8 stycznia 1857 wydzielono diecezję Fort Wayne (obecnie diecezja Fort Wayne-South Bend).
28 marca 1898 stolica biskupia została przeniesiona do Indianapolis. Tym samym diecezja zmieniła nazwę na diecezja Indianapolis.
21 października 1944 odłączyła się diecezja Evansville. W tym samym dniu diecezja Indianapolis została wyniesiona do rangi archidiecezji.

## Arcybiskupi i biskupi ordynariusze

### Biskupi Vincennes
- Simon Bruté (6 maja 1834 - 26 czerwca 1839 †[1])
- Célestine René Laurent Guynemer de la Hailandière (26 czerwca 1839 - 16 lipca 1847)
- Jean Etienne Bazin (3 kwietnia 1847 - 23 kwietnia 1848 †)
- Jacques-Maurice des Landes d'Aussac De Saint Palais (3 października 1848 - 28 czerwca 1877 †)
- Francis Silas Marean Chatard (28 marca 1878 - 28 marca 1898)

### Biskupi Indianapolis
- Francis Silas Marean Chatard (28 marca 1898 - 7 września 1918 †)
- Joseph Chartrand (25 września 1918 - 8 grudnia 1933 †)
- Joseph Ritter (24 marca 1934 - 21 października 1944)

### Arcybiskupi Indianapolis
- Joseph Ritter (21 października 1944 - 20 lipca 1946) mianowany arcybiskupem Saint Louis
- Paul Clarence Schulte (20 lipca 1946 - 3 stycznia 1970)
- George Biskup (3 stycznia 1970 - 20 marca 1979)
- Edward Thomas O’Meara (21 listopada 1979 - 10 stycznia 1992 †)
- Daniel Buechlein OSB (14 lipca 1992 - 21 września 2011)
- Joseph Tobin CSsR (18 października 2012 – 7 listopada 2016)
- Charles Thompson (od 13 czerwca 2017)